# Cécile Morisson
Cécile Morisson (ur. 16 czerwca 1940) – francuska historyk, bizantynolog. 

## Życiorys
Studia ukończyła w 1962 roku. Doktorat obroniła w 1968 roku. Zajmuje się numizmatyką oraz historią gospodarczą  w Bizancjum. Od 2000 dyrektor Centre d’histoire et civilisation de Byzance. Członek Académie des Inscriptions et Belles-Lettres (2008), Akademii Ateńskiej (2008) i Medieval Academy of America (2009).

## Publikacje w języku polskim
- Krucjaty, przeł. i red. Mirosławy Kropiwnickiej, Warszawa: "Agade" 1997.
- (redakcja) Cesarstwo Wschodniorzymskie 330-641, pod red. Cécile Morrisson, przeł. Andrzej Graboń, Kraków: Wydawnictwo WAM 2007.
- Wydarzenia - perspektywa teologiczna [w:] Cesarstwo Wschodniorzymskie 330-641, pod red. Cécile Morrisson, przeł. Andrzej Graboń, Kraków: Wydawnictwo WAM 2007, s. 11-62.
- Stolica [w:]  Cesarstwo Wschodniorzymskie 330-641, pod red. Cécile Morrisson, przeł. Andrzej Graboń, Kraków: Wydawnictwo WAM 2007, s. 215-224.
- Zaludnienie, gospodarka i społeczeństwo bizantyńskiego Wschodu [w:] Cesarstwo Wschodniorzymskie 330-641, pod red. Cécile Morrisson, przeł. Andrzej Graboń, Kraków: Wydawnictwo WAM 2007, s. 225-256.
- (redakcja) Świat Bizancjum, t. 3: Bizancjum i jego sąsiedzi 1204-1453, Pod redakcją Angeliki Laiou, Cécile Morrisson, przeł. Andrzej Graboń, Kraków: Wydawnictwo WAM 2014.